# Rhinella acrolopha
Espèce
Synonymes
- Rhamphophryne acrolopha Trueb, 1971

Statut de conservation UICN

 DD  : Données insuffisantes
Rhinella acrolopha est une espèce d'amphibiens de la famille des Bufonidae.

## Répartition
Cette espèce se rencontre entre 1 410 et 1 480 m d'altitude dans la Serranía del Darién :
- au Panamá  sur le Cerro Malí et le Cerro Tacarcuna dans le sud-est de la province de Darién ;
- en Colombie dans du Parc national de Los Katíos dans le nord-ouest du département de Chocó.

## Description
Les mâles mesurent de 31,5 à 41,9 mm et les femelles de 40,6 à 49,1 mm.

## Publication originale
- Trueb, 1971 : Phylogenetic relationships of certain Neotropical toads with the description of a new Genus (Anura: Bufonidae). Los Angeles County Museum Contributions in Science, no 216, p. 1-40 (texte intégral).